# تنیتس ناد شلزا
تنیتس ناد شلزا (به لاتین: Tyniec nad Ślęzą) یک منطقهٔ مسکونی در لهستان است که در Gmina Kobierzyce واقع شده‌است.

## خصوصیات
تنیتس ناد شلزا ۵۷۷ نفر جمعیت دارد.